# Tromsdalstinden
Tromsdalstinden (Sálašoaivi ou Sálaščohkka en sami) est une montagne du comté de Troms, en Norvège. Elle culmine à 1 238 m d'altitude et est bien visible depuis Tromsø.

## Géographie
Le massif de Tromsdalstinden est situé entre la vallée Tromsdalen à l'ouest et celle de Ramfjordmoen au sud-est.

## Tourisme
Le sommet est une destination très fréquentée : chaque année, 3 000 à 5 000 personnes signent le livre d'or dans le cairn au sommet.